# Karlštejn
Karlštejn (Karlstein, en alemany) és un municipi de la Regió de Bohèmia Central, a la República Txeca, coneguda pel seu castell. El 2020 tenia 861 habitants.